# 하기동
하기동(下基洞)은 대전광역시 유성구의 법정동이다. 관할 행정동은 노은2동과 신성동으로 나뉘어 있다. 면적은 2.3km2이며, 대덕연구개발특구로 지정되어 있다. 2018년 6월 30일 주민등록 인구는 11,286명이다.
하기동 서부에는 노은2동 주민센터가 설치되어 있고, 하기동 동부에는 신성동 주민센터가 설치되어 있다.

## 역사
- 백제 : 소비포현(所比浦縣)
- 신라 : 비풍군(比豐郡) 적오현(赤烏縣)
- 고려 : 공주부 덕진현(德津縣)
- 조선 :  충청도 공주목(公州牧) 덕진현(德津縣)
- 1895년 : 회덕군 탄동면 송림리·봉기리·상기리
- 1914년 : 충청남도 대전군 탄동면 하기리
- 1935년 : 충청남도 대덕군 탄동면 하기리
- 1983년 : 충청남도 대전시 중구 하기동
- 1989년 : 대전직할시 유성구 하기동
- 1995년 : 대전광역시 유성구 하기동